# Цар — не мертвий
Цар — не мертвий (італ. Lo zar non è morto) — науково-фантастичний епохальний роман 1929 року, написаний «Групою 10-ти», колективу авторів-футуристів та авангардистів, до складу якого входять: Антоніо Белтрамеллі, Массімо Бонтемпеллі, Луцио Д'Амбра, Алессандо Де Стефані, Філіппо Томмазо Марінетті, Фаусто Марія Мартіні, Гвідо Міланезі, Алессандро Веральдо, Чезаре Віола, Луциано Зукколі. Один з перших прикладів альтернативної історії в Італії.
Роман також характеризується тим, що головним героєм є жінка: Світ Океанії.

## Видання
- I Dieci (1929). Lo zar non è morto: grande romanzo d'avventure (вид. Edizioni dei Dieci). Sapientia. {{cite web}}: Пропущений або порожній |url= (довідка)
- I Dieci (2005). Lo zar non è morto: grande romanzo d'avventure. Sironi Editore. ISBN 978-88-518-0054-3. {{cite web}}: Пропущений або порожній |url= (довідка)